# Pappelplatz
Der Pappelplatz ist ein dreieckiger Platz im Berliner Ortsteil Mitte. Er hat den Namen, weil dort einige Pappeln stehen.

## Geschichte

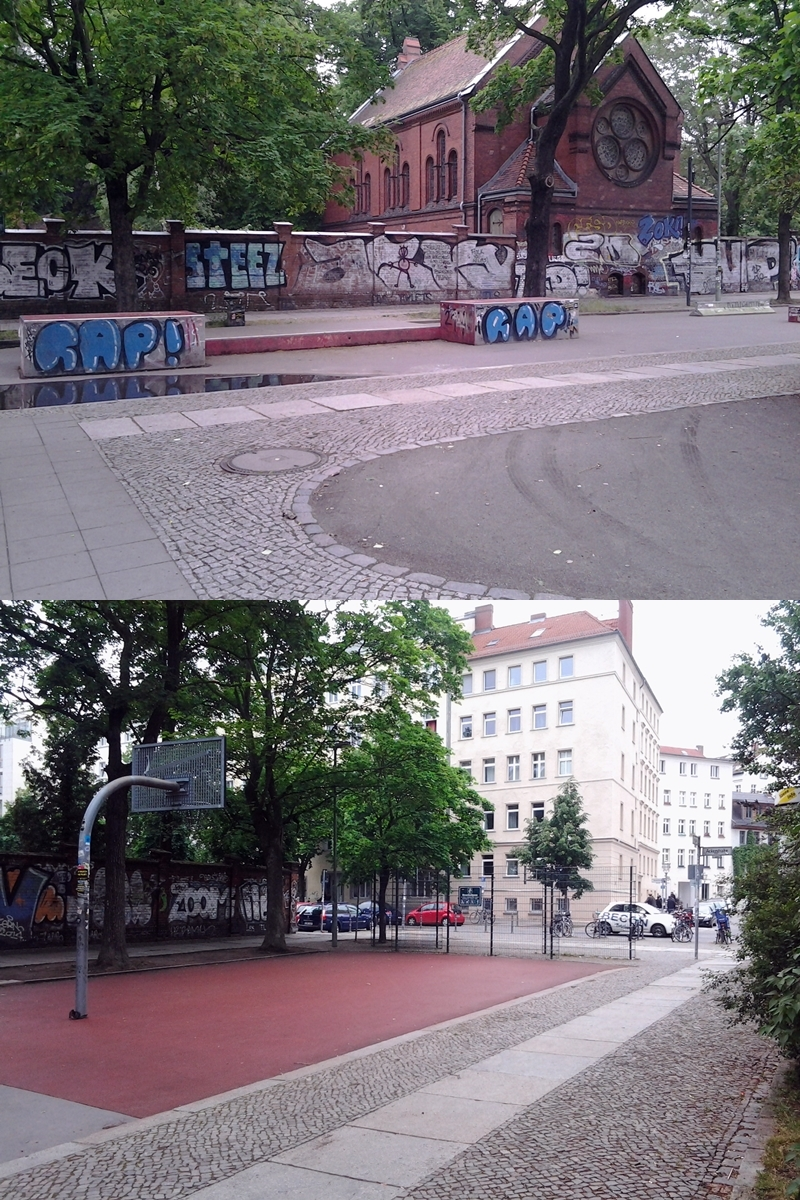
Spiel- und Skateranlage auf dem Pappelplatz

Der Pappelplatz entstand im Jahr 1833 als dreieckiger Platz nördlich der Invalidenstraße zwischen Ackerstraße und Elisabethkirchstraße. Eigentlich diente dieser Platz den Bewohnern der neu entstandenen Wohnanlage als Marktplatz. Zwischen den Jahren 1892 und 1893 gestaltete der Berliner Stadtgartendirektor Hermann Mächtig die erste Grünfläche in schlichter Form mit halbrunder Sitznische. Für die wöchentlichen Markttage blieb der bereite Streifen entlang der Invalidenstraße erhalten.

## Bauwerke
Im Jahr 1907 gab es auf Initiative der Bildhauervereinigung des Vereins Berliner Künstler einen Ideenwettbewerb zur Verschönerung des Pappelplatzes.
Es wurden 53 Entwürfe von 43 Künstlern aus Berlin und Umgebung eingereicht und in einem Nebenraum der Großen Berliner Kunstausstellung 1909 zur Bewertung durch die Künstler des VBK ausgestellt.
Alle Wettbewerbsbeiträge sahen einen Brunnen auf dem Platz vor. Der Entwurf von Ernst Wenck mit dem Titel Der Geldzähler wurde favorisiert und gelangte zur Ausführung. Im Jahr 1912 konnte im Zentrum des Platzes eine überlebensgroße Figur eines knienden Athleten in Geldzählerpose feierlich enthüllt werden. Die Formgebung der aus Muschelkalk gehauenen Monumentalskulptur soll an die früheren Markttage auf diesem Areal erinnern.
Im Jahr 1977 ließ der Ost-Berliner Magistrat die gesamte Platzanlage an der Invalidenstraße zusätzlich mit Rosenbeeten schmücken.
Auf der nördlichen Seite des Platzes führt eine halbkreisförmige Treppenanlage mit drei Stufen auf ein weites Wegeplateau, das mit Bänken ausgestattet ist. Die Gehölzpflanzungen schirmen die umgebenden Straßen ab. Der Pappelplatz ist als Gartendenkmal in der Berliner Denkmalliste eingetragen.
Nach der Wende wurde der Platz mit Fördermitteln aus dem Programm Städtebaulicher Denkmalschutz historisch neu gestaltet. Fehlende Bäume und Gehölze wurden nachgepflanzt, mit historischen Materialien erfuhr der Geldzählerbrunnen eine komplette Instandsetzung. Zusätzlich erhielt der Platz zwischen Invaliden- und Ackerstraße aus den Fördermitteln eine Skateranlage. Die Durchfahrt für den Kraftverkehr wurde unterbrochen. Die Fertigstellung der historischen Umbauten erfolgte im Jahr 2006.